# Cardioversie
Cardioversie is in de cardiologie een ingreep met het doel een hart met hartritmestoornis (dus een hart dat in een gestoord ritme klopt) weer in een regelmatig ritme te brengen. Een regelmatig ritme voor het hart heet een sinusritme. Het gestoorde ritme is meestal, maar niet altijd, boezemfibrilleren.
Voor cardioversie bestaan verschillende methoden, met name chemische en elektrische cardioversie. 
Bij chemische cardioversie wordt onder bewaking van het ECG een geneesmiddel intraveneus toegediend. 
Bij elektrische cardioversie (soms een reset genoemd) wordt de patiënt kortdurend onder narcose gebracht waarna getracht wordt het ritme te herstellen door middel van een elektrische schok, soortgelijk aan die van een defibrillator. Bij uitblijven van succes worden nog enkele pogingen gedaan met toenemende elektrische energie.
In alle gevallen moet reanimatieapparatuur aanwezig zijn.
Als de ritmestoornis langer dan 24 uur bestaat mag er niet meer elektrisch gecardioverteerd worden in verband met het gevaar op embolieën die zouden kunnen ontstaan uit stolsels die zich inmiddels al in het hart kunnen hebben gevormd. In dergelijke gevallen moet de patiënt eerst worden ontstold, tenzij hij of zij hemodynamisch echte problemen heeft (kortademigheid, shock). Als de instelling van de stollingsremmers (anticoagulantia) stabiel is kan alsnog een poging tot cardioversie worden gewaagd.
Het lukt niet altijd het normale ritme te herstellen, in dergelijke gevallen moet de ritmestoornis worden geaccepteerd. Soms is het mogelijk na instelling van de patiënt op een of meer antiaritmica een nieuwe poging te wagen.